# Giuseppe Patricolo
Giuseppe Patricolo (Palermo, 1834 – 1905) è stato un architetto e restauratore italiano che operò in Sicilia.

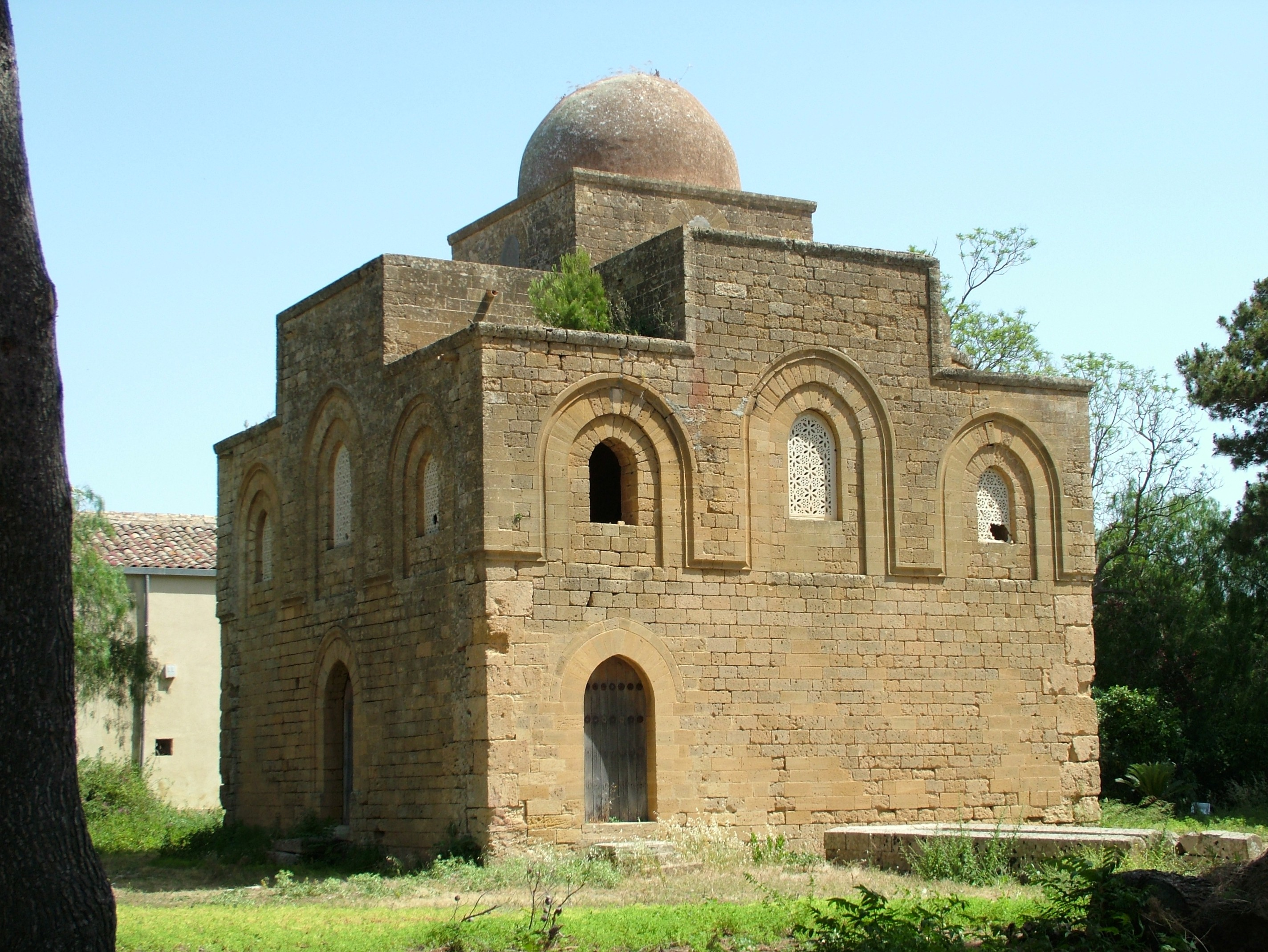
Santissima Trinità di Delia

Patricolo fu scopritore di tanta parte del patrimonio monumentale della Sicilia. Il suo atteggiamento nella polemica per il rinnovamento artistico fu conservatore. Fu autore di numerosi restauri a Palermo: le chiese di San Francesco d'Assisi, San Cataldo, Santo Spirito, San Giovanni degli Eremiti, Santa Maria dell'Ammiraglio tra il 1870 e 1898 circa, a Castelvetrano invece ricordiamo il restauro della chiesa della Santissima Trinità di Delia.
A Palermo fu anche architetto della Real Casa e Real Siti di Campagna, professore di geometria descrittiva a partire dal 1866 e di disegno di ornato e architettura a partire dal 1875 presso l'Università di Palermo. Ebbe inoltre le cariche di direttore artistico dei monumenti e direttore degli uffici regii per la conservazione dei monumenti (1884-1905) per la Sicilia.

## Principali realizzazioni

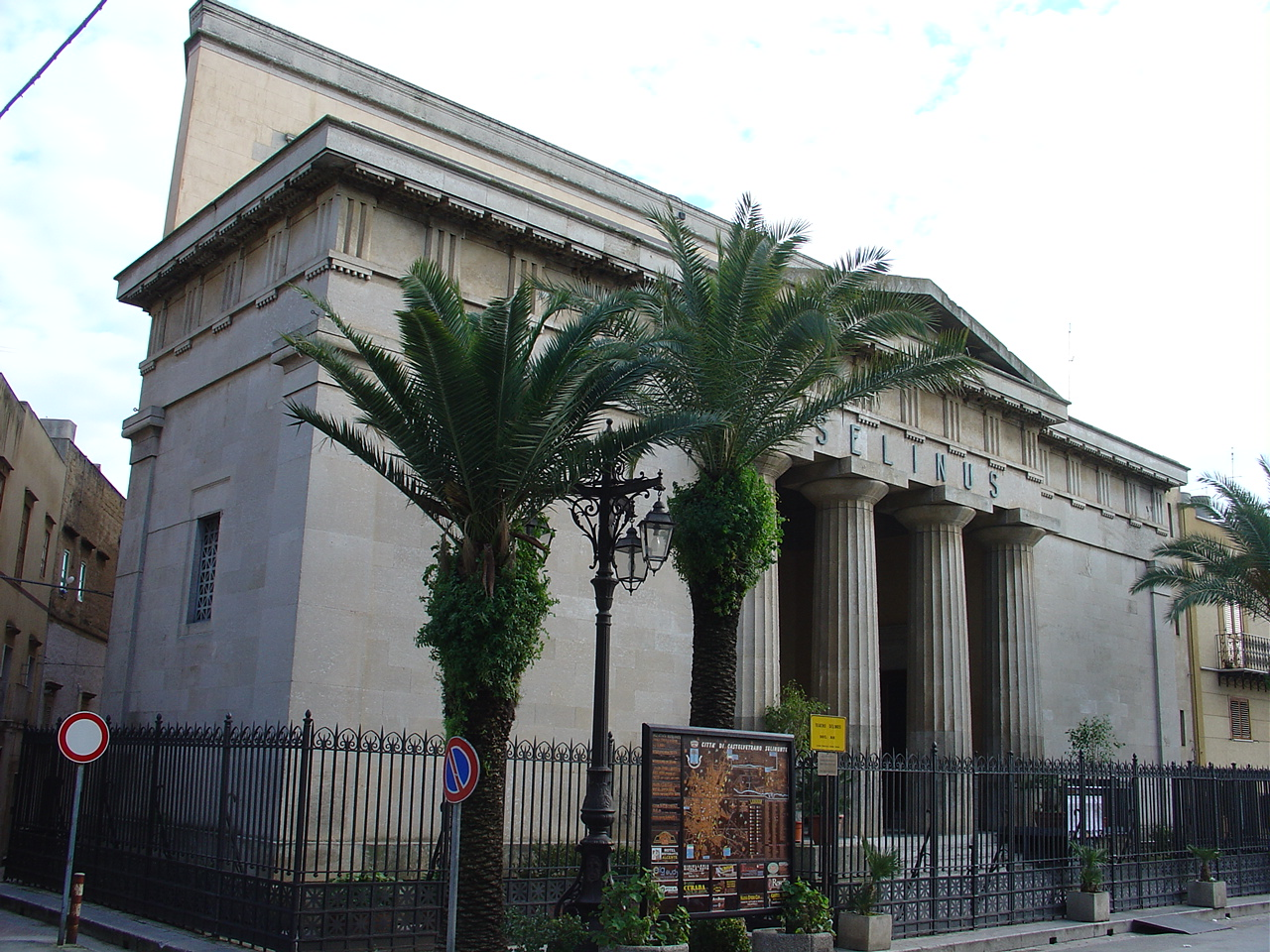
Teatro Selinus

- 1870 - 1873, Restauro della chiesa di Santa Maria dell'Ammiraglio detta la «Martorana» di Palermo.
- 1873, Monumento funerario di Luigi Mercantini nel cimitero di Santa Maria di Gesù
- 1880, Scoperta e restauro della chiesa della Santissima Trinità di Delia di Castelvetrano.
- 1882, Restauro della chiesa di San Cataldo di Palermo.
- 1882, Restauro della chiesa del Santo Spirito di Palermo.
- 1880, Restauro della chiesa di San Giovanni degli Eremiti di Palermo.
- 1884 - 1891, Restauro della chiesa di Santa Maria della Catena di Palermo.
- 1888 - 1902, Restauri della cattedrale di San Gerlando di Agrigento.
- ?, Restauri al chiostro della cattedrale di Santa Maria Nuova di Monreale.
- 1898, Restauro del castellaccio di Monreale o castello di San Benedetto di Monreale.
- ?, Cappelle nel cimitero di Santa Maria di Gesù di Palermo.
- 1870, Teatro Selinus di Castelvetrano. La facciata neo-classica presenta un pronao con colonne doriche, un richiamo ai vicini templi di Selinunte, da cui deriva anche il nome.
- ?, Restauri della basilica cattedrale metropolitana della Madonna della Lettera di Messina.
- ?, Restauri della chiesa di San Francesco all'Immacolata di Messina.
- 1882, Castello Pennisi di Floristella di Acireale.
- 1889, Sarcofago, monumento funebre di Michele Amari, opera custodita nella chiesa di San Domenico di Palermo.
- XIX secolo, La presa di Palermo da parte dei Normanni, affresco, opera realizzata nella Sala Gialla del Palazzo dei Normanni di Palermo.

## I suoi scritti
- Le chiese di Santo Spirito e di S. Maria dell'Ammiraglio in Palermo, Palermo, 1882
- La chiesa di S. Maria dell'Ammiraglio in Palermo e le sue antiche adiacenze, (Estratto dall'Archivio Storico Siciliano 1877 e 1879), Palermo, 1883
- Il monumento arabo scoverto in Febbraro 1882 e la contigua chiesa di S. Giovanni degli Eremiti in Palermo, (Estratto dall'Archivio Storico Siciliano, N. S. anno VII, 1882.), Palermo, 1883